# Macromia moorei
Macromia moorei là loài chuồn chuồn trong họ Macromiidae. Loài này được Selys mô tả khoa học đầu tiên năm 1874.